# 한림국제대학원대학교
한림국제대학원대학교(翰林國際大學院大學校, Hallym University of Graduate Studies)는 대한민국의 학교법인 일송학원이 2004년에 설립한 서울특별시 강남구의 사립 대학원대학이다. 1997년 한림대학교 국제학대학원으로 설립되었으나, 2004년 한림대학교와는 분리되어 현재에 이르고 있다.

## 연혁
- 1997년: 한림대학교 사회복지대학원과 한림대학교 국제대학원 설립
- 2001년: 강남구 삼성동에서 현 교사로 이전
- 2004년 12월: 한림국제대학원대학교로 본교 분리 및 개편

## 교육편제
한림국제대학원대학교는 특수대학원 과정으로 석사 학위 과정만 제공한다. 다음은 2019년 기준 전공 과정 일람이다.
- 정치외교학과
- 컨벤션이벤트 경영학과
- 미국법학과
- 청각언어치료학과
- 국제방사선학과
- 청각산업 최고경영자 과정

## 같이 보기
- 한림대학교